# شهرک صنعتی بردسکن
شهرک صنعتی بردسکن یا شهرک صنعتی کاشمر ۱ نام یک شهرک صنعتی در شهرستان بردسکن است و از مساحت ۱۴۷ هکتاری این شهرک ۴۴ درصد زمین‌های آن واگذار شده است.